# Alethorpe
Alethorpe – wieś w Anglii, w hrabstwie Norfolk, w dystrykcie North Norfolk. Leży 37 km na północny zachód od Norwich i 164 km na północny wschód od Londynu.